# Arte cinetica
L'arte cinetica, talvolta detta anche arte programmata, è una corrente artistica nata in Europa durante gli anni sessanta e settanta del ventesimo secolo. Tale movimento si diffonde poi negli Stati Uniti dove prenderà successivamente il nome di Op art.

## Descrizione

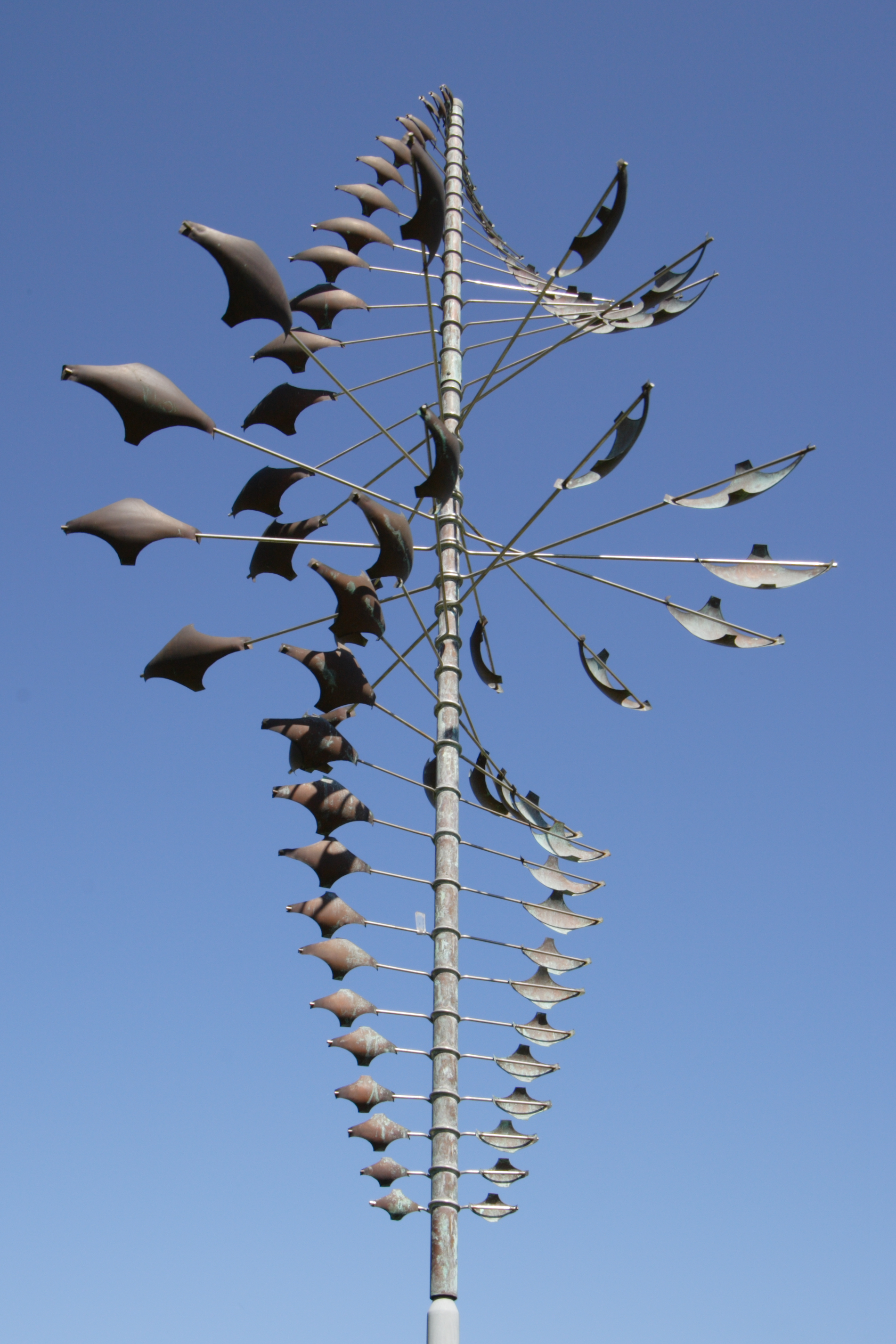
Whirligig
Biblioteca di O'Fallon, Illinois

L'arte cinetica comprende una serie di ricerche artistiche che mirano a studiare e sperimentare i fenomeni della percezione visiva e del movimento, cercando di suscitarne l'idea sia nelle opere che nella percezione dell'osservatore. La definizione di arte cinetica e programmata non è univoca, ma al contrario al suo interno si registrano differenze concettuali, metodologiche e formali come ad esempio l'uso della tecnologia (tipico dell'arte programmata) o invece la persistenza del linguaggio della pittura, sebbene sottoposto ad una finalità cinetica, il mutamento dei pattern visivi o il loro movimento, a sua volta prodotto dall'attivazione manuale o meccanica. Per questa ragione alcuni critici hanno cercato di suddividere questo movimento artistico in diverse categorie, parlandone in termini di arte cinetica, arte programmata, nuova tendenza o ancora op art, ma il comune denominatore è sempre un rapporto attivo fra l’opera e lo spettatore. 
Spesso le opere presentano elementi dinamici in grado di creare immagini in continua trasformazione. Gli esponenti dell'arte cinetica programmano il risultato estetico dell'opera attraverso una costruzione scientifica e razionale del loro lavoro, opponendo alla figura dell'artista che interpreta soggettivamente la realtà quella di un tecnico che procede con accertamenti metodici nel campo dei fenomeni visivi. Il movimento introdotto nelle opere può essere tanto reale (come nei Mobiles di Alexander Calder e nelle Macchine inutili di Bruno Munari) quanto virtuale, ottenuto cioè dallo spostamento del punto di vista dell'osservatore.
Le opere dell'arte cinetica e programmata adottano molto spesso un lessico aniconico di matrice astratta-geometrica, ma vanno al di là di semplici esercizi compositivi e formali perché puntano ad un coinvolgimento dello spettatore, non da un punto di vista emozionale o sentimentale ma percettivo o psicologico opponendosi a tendenze informali e realiste in voga negli anni cinquanta del ventesimo secolo.
Spesso gli esponenti dell’arte programmata svolgevano la propria attività in collettivo, teorizzando la superiorità del lavoro di gruppo, rifiutando culto della personalità e preferendo l’anonimato. Il gruppo si opponeva alla figura dell'artista-demiurgo (considerato retaggio della critica idealista e spiritualista).

## Storia
L'arte cinetica trae origine alcune esperienze delle avanguardie storiche, tra cui i Rotoreliefs di Marcel Duchamp, il Modulatore di Luce-Spazio di László Moholy-Nagy, la Costruzione spaziale cinetica di Naum Gabo. Altri precursori sono stati Jean Tinguely, Alexander Calder ed alcuni esponenti del costruttivismo russo degli anni venti e trenta del Novecento. Nel 1938 Bruno Munari scrive il Manifesto del macchinismo, in cui si paragonano le macchine ad esseri viventi, teorizzando che in futuro l’uomo possa diventare loro schiavo e che l'unica salvezza per il genere umano sarebbero stati solo gli artisti.
Il cinetismo è consacrato come movimento dalla mostra Le Mouvement tenutasi nel 1955 a Parigi alla Galleria Denise René, che presentava opere di Yaacov Agam, Pol Bury, Alexander Calder, Marcel Duchamp, Robert Jacobsen, Jesús-Rafael Soto, Jean Tinguely e Victor Vasarely. Quest ultimo redige con Pontus Hultén il Manifesto giallo, in cui si delinea l'idea di un'opera plastica concepita in modo tale che "le sue metamorfosi si effettuano in seguito allo spostamento reale dell'osservatore".
Nel 1960 si tiene al Kunstgewerbemuseum di Zurigo la mostra Kinetische Kunst, dove viene coniato il termine arte cinetica. Espone tra gli altri Enzo Mari.
Nel 1961 lo Stedelijk Museum di Amsterdam organizza la mostra Moving Movement che, con il titolo di Movement in Art, proseguirà al Moderna Museet di Stoccolma e al Louisiana Museum di Copenaghen. 
Tra il 1961 ed il 1973 vengono organizzate alla Galerija Suvremene Umjetnosti di Zagabria una serie di esposizioni chiamate Nove Tendencije (Nuove Tendenze). Il critico Marko Mestrovic e Getulio Alviani presentano i lavori dei principali gruppi nel frattempo sorti in Europa, tra cui il Gruppo T (Giovanni Anceschi, Davide Boriani, Gianni Colombo, Gabriele Devecchi, Grazia Varisco) ed il Gruppo N (Alberto Biasi, Toni Costa, Ennio Chiggio, Edoardo Landi, Manfredo Massironi).
Nel frattempo Bruno Munari conia il termine arte programmata, intendendo un'opera realizzata in base a un programma di calcolo che consenta la variazione formale e cromatica delle sequenze figurali, secondo un certo ordine temporale, tra ripetizione, variazione, accadimenti casuali e combinazione dei pattern visivi. Munari e Giorgio Soavi organizzarono nel 1962 per conto della Olivetti una mostra dallo stesso nome e corredata da un catalogo firmato da Umberto Eco. La mostra è pensata per essere esposta nei negozi Olivetti di Milano, Venezia e Roma, ma viene in seguito riproposta presso altre gallerie ed istituzioni in Europa e negli Stati Uniti. Gli artisti presenti alla prima esposizione di Milano erano Bruno Munari, Enzo Mari, il Gruppo T ed il Gruppo N. Nelle successive edizioni si aggiunsero Getulio Alviani ed il gruppo francese GRAV. 
Nel 1965 viene organizzata la più importante mostra dedicata all'arte cinetica e programmata per dimensioni e successo di pubblico, The Responsive Eye al MoMA di New York con 123 opere e 180'000 visitatori. Molti lavori esposti, fra cui una superficie a testura vibratile di Alviani ed una dinamica visuale di Costa, vennero acquistate dal museo stesso entrando a far parte della collezione permanente. Durante gli anni Sessanta l'avanguardia cinetica e programmata trova importanti riconoscimenti, tra i quali: la III Biennale di San Marino "Oltre l'Informale" tributa il primo premio ex aequo al Gruppo N ed al Gruppo Zero;  la 32ª Biennale di Venezia dedica sale personali al Gruppo T e al Gruppo N, e ospita tra gli altri Soto, Bury e Alviani; nello stesso anno la Documenta 3 di Kassel registra la presenza del GRAV, nel 1966 Julio Le Parc vincerà il Gran Premio di Pittura alla 33ª Biennale di Venezia, così come Gianni Colombo nella Biennale del 1968. 
Il raggiungimento del successo internazionale corrisponde però anche all'inizio della parabola discendente dell'arte cinetica. La critica d'arte Lea Vergine afferma che proprio la sua fama è stata la causa della sua fine, poiché l’arte cinetica era diventata troppo famosa e quindi troppo banalizzata.  L'esordio di nuovi movimenti come la Pop Art e l'Arte Povera ne ridussero la visibilità. Diversi critici americani, inoltre, considerarono le opere di questo movimento non arte, ma semplici illusioni ottiche o trucchi visivi. 
Tuttavia durante gli anni Duemila l'arte cinetica è stata oggetto di una riscoperta da parte della critica. In Italia è stata in particolare la Gnam di Roma a organizzare la mostra "Arte programmata e cinetica" nel 2012. Nello stesso anno il New Museum of Contemporary Art di New York ha organizzato la mostra "Ghosts in the machine", seguita nel 2013 dalla mostra "Percezione e Illusione: Arte Programmata e Cinetica italiana" del Museo de Arte Contemporáneo di Buenos Aires.

## Artisti

### In Italia
- Gruppo MID: Alfonso Grassi, Gianfranco Laminarca, Alberto Marangoni e Antonio Barrese
- Gruppo N: Alberto Biasi, Ennio Chiggio, Toni Costa, Edoardo Landi e Manfredo Massironi
- Gruppo T: Giovanni Anceschi, Davide Boriani, Gianni Colombo, Gabriele Devecchi e Grazia Varisco
- Edoer Agostini
- Getulio Alviani
- Marina Apollonio
- Mario Ballocco
- Sara Campesan
- Franco Costalonga
- Ferruccio Gard
- Bruno Munari
- Romano Rizzato
- Victor Simonetti

### In Spagna
- Equipo 57

### In Francia
- GRAV (Groupe de Recherche d’Art Visuel): Horacio García Rossi, Julio Le Parc, François Morellet, Francisco Sobrino, Joël Stein, Jean-Pierre Yvaral, Victor Vasarely
- Hugo Demarco
- Jesús-Rafael Soto
- Nicolas Schöffer

### In Germania
- Gruppo ZERO: Heinz Mack, Otto Piene e Günther Uecker